# Дерек Бойєр
Дерек Бойєр (англ. Derek Boyer, нар. 14 січня 1969, Лаутока, Віті-Леву, Фіджі) — колишній стронгмен та актор з Фіджі. Дванадцятиразовий переможець змагань за звання «Найсильнішої людини Австралії». Крім цього вісім разів змагався на турнірі «Найсильніша людина світу» (найвище досягнення — дев'яте місце).

## Життєпис
Народився 14 січня 1969 року в місті Лаутока, Віті-Леву, Фіджі. За свою кар'єру вісім разів змагався на всесвітньо відомому змаганні «Найсильніша людина Світу». Сім разів він не міг пройти відбірковий тур і один раз закінчив змагатися на дев'ятому місці, що стало його найкращим скутком. Одинадцять років поспіль він був найкращим стронгменів в Австралії вигравши змагання «Найсильніша людина Австралії» одинадцять разів з 2000 по 2011 рік. Має прізвисько «Воїн з острова». Виграв численні нагороди з паверліфтинґу. Встановив дивовижний рекорд що був занесений до Книги рекордів Гіннеса. Він протягнув вантажівку Kenworth K104 вагою 51840 кг на відстань 30,48 м.
Нині знімкується у кіно.

## Власні скутки
- Присідання - 310 кг
- Вивага лежачи - 240 кг
- Мертве зведення - 340 кг

## Фільмографія
| Рік  |   | Українська назва   | Оригінальна назва       | Роль  |
| ---- | - | ------------------ | ----------------------- | ----- |
| 2011 | ф | Синдбад і Мінотавр | Sinbad and The Minotaur | Акрум |